# نجد أبیض (یمن)
 نجد أبیض  به عربی ( الَنجد الأبیض  )، روستایی است در دره (وادی مشهور)، در شمال منطقهٔ (حجانة) باستانی، از توابع استان اَبیَن در کشور یمن در شبه جزیره عربستان. 
جمعیت آن ۶۶۶ نفر (۸ خانوار) می‌باشد.